# SAGE Computer Technology
A SAGE Computer Technology foi uma empresa de tecnologia estadunidense sediada em Reno. Foi fundada em 1981 por Rod Coleman, Bill Bonham e Bob Needham e passou por várias mudanças de razão social antes de ser vendida para um grupo de investidores em 1988: SAGE Computer Technology (criou os micros Sage II e Sage IV), SAGE Computer, Stride Micro e MicroSage Computer Systems (1987, uma subsidiária que criou os micros Stride 420, Stride 440, Stride 460, Stride 660 e Stride 740).